# Gefängnis Jiaoling
Koordinaten: 24° 18′ 49″ N, 116° 6′ 10,8″ O
Das Gefängnis Jiaoling ist ein Gefängnis in Guangfu im Kreis Jiaoling in der Stadt  Meizhou in China.
Das Gefängnis Jiaoling wurde 1963 gegründet, seine Fläche beträgt 5,75 Quadratkilometer. Bis Oktober 2003 hatte es hier mehr als 69.000 Gefangene gegeben.

## Quelle
- Laogai Handbook 2008 (PDF, englisch und chinesisch)